# Kuantaochia pulchra
Kuantaochia pulchra är en insektsart som beskrevs av Fernando Chiang och Hsu 1988. Kuantaochia pulchra ingår i släktet Kuantaochia och familjen dvärgstritar.
Artens utbredningsområde är Taiwan. Inga underarter finns listade i Catalogue of Life.